# Guanosinetrifosfaat
Guanosinetrifosfaat of GTP is een ribonucleotide die een belangrijke rol speelt bij de energiehuishouding van de cel. Het is opgebouwd uit het nucleobase guanine, het monosacharide ribose en drie fosfaatgroepen.

## Energiedrager
Om de energie van GTP te kunnen benutten, moet het reageren met water, waardoor een
fosfaatgroep afgesplitst wordt en energie vrijkomt. Deze reactie wordt hydrolyse genoemd en kan meerdere malen op de molecule uitgevoerd worden: van GTP (3 fosfaatgroepen) naar GDP (2 fosfaatgroepen) naar GMP (1 fosfaatgroep). Bij elke hydrolyse komt een vaste hoeveelheid energie vrij, namelijk 59 kilojoule per mol. Om opnieuw GTP te vormen moet de cel een fosfaatgroep koppelen aan een molecule GDP. Hiervoor is energie nodig, die bijvoorbeeld vrijkomt bij het verbruiken van glucose in de citroenzuurcyclus.
GTP en andere nucleotiden worden gebruikt door speciale enzymen, zoals kinasen, die op hun beurt weer andere enzymen en eiwitten activeren. Een voorbeeld hiervan is GTPase in eukaryote cellen. Een ander belangrijk voorbeeld is het G-proteïne dat, indien gebonden aan GTP, actief wordt en zorgt voor signaaltransductie in en tussen de cellen.
GTP is de uitgangsstof voor de de-novo-synthese van pterines, een belangrijke prostetische groep of cofactor bij een aantal specifieke redox-enzymen.